# Ramiro Villapadierna
Ramiro Villapadierna (* 1964 in Madrid) ist Kulturmanager, Journalist und Auslandskorrespondent. Derzeit ist er Direktor des Lehrstuhls Vargas Llosa (Cátedra Vargas Llosa), die sich dem kulturellen und politischen Erbe des spanischen Literaturnobelpreisträgers peruanischer Herkunft widmet.
Früher hatte er eine leitende Funktion im Instituto Cervantes, das Hauptinstrument der Kulturdiplomatie der spanischsprachigen Länder auf der Welt. Für das Institut leitete er die Niederlassungen in Frankfurt und Prag. 
Er ist auch ein langjähriger Reporter und Analyst für europäische Angelegenheiten, mit dem Schwerpunkt EU-Mitteleuropa sowie der panhispanischen Kultur, und war in den 90er Jahren ein Kriegskorrespondent im Balkan und im Arabischen Frühling.
In der europäischen Kulturdiplomatie war er an der Gründungsteam von EUNIC global, das Europäische Netzwerk der Kulturinstitute, und leitete er deren lokale Clusters.
Zuvor war er ein in Berlin, Wien und Prag ansässiger Autor und Kommentator über Mitteleuropa Übergänge zu Demokratie und zeitgenössischer Kultur bei mehreren internationalen Medien und politischen Instituten.

## Leben
Villapadierna studierte Kommunikationswissenschaften an der Complutense-Universität so wie Historisches Recht an der Universidad Nacional de Educación a Distancia und außerdem lernte er sieben Sprachen. 
Zwischen 1986 und 1990 war er Feuilletonredakteur der ABC sowie Jazzkritiker, auch für verschiedene Medien. Anfang der 1990er-Jahre wurde er Osteuropa-Korrespondent seiner Zeitung. Dabei war er für die Berichterstattung aus insgesamt 16 Ländern zuständig. Schwerpunkte seiner journalistischen Arbeit waren die politischen und sozialen Veränderungen des Ostblocks bis hin zum Eintritt in die Europäische Union, die Auftrennung der Tschechoslowakei, der Zusammenbruch Jugoslawiens und die darauf folgenden Kriege im Balkan bis hin zum Sturz des Slobodan-Milošević-Regimes. Ab 2002 berichtete er aus Berlin, wo er auch für die Deutsche Welle und die Deutschen Presse-Agentur tätig war.
Villapadierna veröffentlichte in der tschechischen, serbischen, kroatischen, bulgarischen und polnischen Presse. Er hatte Beiträge in internationalen Fernseh- und Radiosendern, u. a. BBC, CNN, Deutsche Welle, Radio France Internationale, Radio Nederland, Radio Nacional de España, Cuatro, Tele 5, Antena 3 und Radio Montreal. Er verfasste Länderberichte für Zeitschriften und Lexika verfasst und hielt Vorträge und Präsentationen über Mitteleuropa, den Balkan, das Ende des Kommunismus, Kriegsjournalismus, Nationalismus und Konfliktlösungen, sowie über Sicherheitsfragen.
In den 2010er-Jahren leitete er die Zentren des Instituto Cervantes in Prague und in Frankfurt am Main, und kuratierte zahlreiche Ausstellungen und Kulturinitiativen.

## Belege
1. ↑  Cervantes.de: Spanischsprachige Medien (Memento vom 17. März 2008 im Internet Archive), abgerufen am 27. März 2008
2. ↑  Instituto Cervantes: Mitarbeiter und Mitarbeiterinnen (Memento vom 6. November 2017 im Internet Archive)

| Personendaten    | Personendaten                           |
| ---------------- | --------------------------------------- |
| NAME             | Villapadierna, Ramiro                   |
| KURZBESCHREIBUNG | spanischer Kulturmanager und Journalist |
| GEBURTSDATUM     | 1964                                    |
| GEBURTSORT       | Madrid                                  |